# Dialekt asyryjski

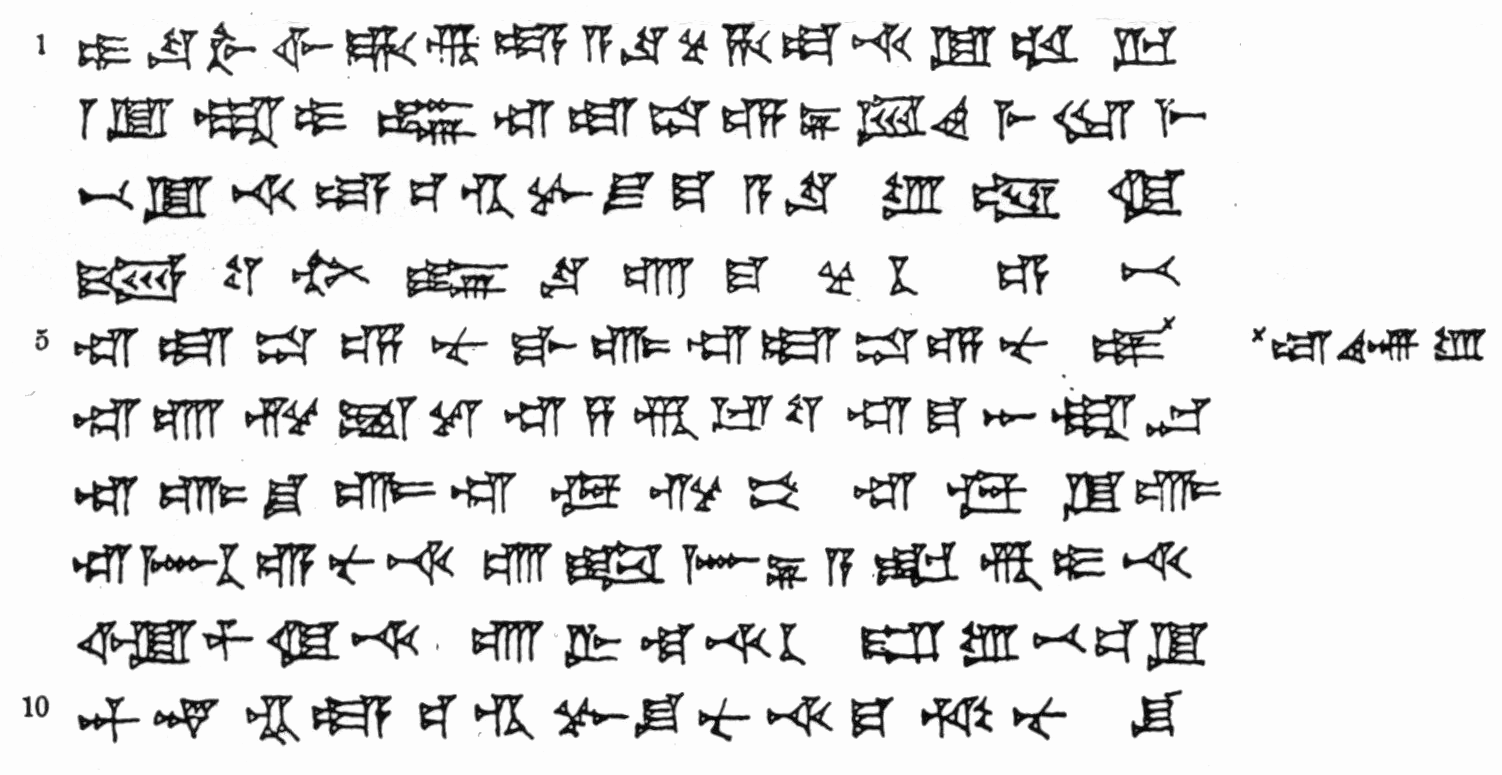
Fragment inskrypcji królewskiej w języku asyryjskim zapisanej pismem klinowym.

Dialekt asyryjski języka akadyjskiego – odmiana języka akadyjskiego, która wykształciła się na przełomie trzeciego i drugiego tysiąclecia p.n.e. na północnych obszarach Mezopotamii. Zapisywany był pismem klinowym i używany do połowy pierwszego tysiąclecia p.n.e., zanikł po upadku imperium asyryjskiego w 612 roku p.n.e. Poświadczony został przez teksty, zapisane na tabliczkach glinianych, z których największa część datowana jest na okres IX–VII wiek p.n.e.

## Etapy rozwoju dialektu asyryjskiego
W rozwoju dziejowym dialektu asyryjskiego języka akadyjskiego wyróżnia się trzy okresy:
- Etap staroasyryjski trwał od około 1950 do 1750 roku p.n.e. Udokumentowany jest przede wszystkim tekstami treści gospodarczo-prawnej, pochodzącymi z kolonii handlowych Asyryjczyków w Azji Mniejszej (tzw. tabliczki kapadockie z Kanesz). Z rdzennej Asyrii pochodzi niewielka liczba inskrypcji królewskich. Między językiem tekstów z Azji Mniejszej, a tekstami właściwej Asyrii istnieją niewielkie różnice dialektalne.

- Okres średnioasyryjski przypada na lata około 1500–1000 p.n.e. Zachowały się dokumenty prawne, nieliczne inskrypcje królewskie, listy i teksty literackie. Warstwy rządzące ulegały coraz bardziej kulturze babilońskiej, co powodowało zmniejszenie się ilości literatury w języku asyryjskim.

- Etap nowoasyryjski trwał od przełomu drugiego i pierwszego tysiąclecia p.n.e. do około roku 600 p.n.e. W historii dialektu asyryjskiego znany jest z listów, dokumentów prawnych, inskrypcji królewskich i pewnych gatunków tekstów literackich. Od VII wieku p.n.e. zauważalne stały się wpływy języka aramejskiego, szczególnie w dokumentach.